# Blenina lucretia
Blenina lucretia är en fjärilsart som beskrevs av Johan Wilhelm Dalman 1823. Blenina lucretia ingår i släktet Blenina och familjen trågspinnare. Inga underarter finns listade i Catalogue of Life.